# カルロス天野
カルロス天野（ - あまの、本名：天野 理恵子（あまの りえこ）、1976年3月16日 - ）は、日本の元女子プロレスラー。

## 所属
- JWP女子プロレス（1994年 - 2000年）
- フリーランス（2000年 - 2002年）
- GAEA JAPAN（2002年 - 2005年）
- フリーランス（2005年 - 2006年）
- OZアカデミー女子プロレス（2006年 - 2015年）

## 経歴・戦歴
1994年
- 12月4日、東京・後楽園ホールにおいて、対宮口知子戦でデビュー。

1995年
- 6月16日の両国国技館大会で宮口を下し第2回蒼星杯（ブルースターカップ）リーグ戦優勝。

1996年
- 付き人を務めた尾崎魔弓率いるOZアカデミーに参加。

1997年
- 12月8日、CMAオクタゴンチャレンジで高橋洋子と総合格闘技ルールで対戦し、高橋が反則となる顔面へのキックを繰り出し反則勝ちとなった。

2006年
- 11月11日、宮城・Zepp Sendaiにおいて、金子友里恵と対戦し、勝利を収めた。

2008年
アジャ・コングを破りOZアカデミー認定無差別級王座を奪取。その後尾崎魔弓との防衛戦も勝利しOZアカデミーの校長に就任。
2014年
外傷性脳幹損傷の影響でドクターストップを受け、プロレスラーを廃業することを本人の意志で決定。（体の状態に鑑みて引退試合は無く、引退興行のみを行う）
2015年
4月15日、後楽園ホール大会で引退セレモニーを行う。セレモニーでは尾崎から卒業証書を受け取るほか親戚一同による餅投げを行い、最後には引退試合の代わりに前回り受け身をとりリングを降りる。
11月より入院して両膝前十字靭帯再建の手術を行う。現在も定期的にブログを更新し一般人として生活している。

## 得意技
ジャンピング・ラリアット／フライング・ラリアット／ダイビング・ラリアット
尻餅を着くような形や縦回転式、横回転式など受け身の取り方にも様々なバリエーションがある。
ツープラトンでは ダブル・インパクトの形も見せていた。
カルロス・ゴーン
天野の使用する石頭を利用したヘッドバットの総称。リングネームの「カルロス」に、インパクトの擬音「ゴーン」とカルロス・ゴーンをかけたもの。
晩年はフライング・ヘッドバットの形がフィニッシュに用いられることも多かった。
タイガー・スープレックス
クラッチは三沢式。フィニッシュに用いられることは少なかった。
投げっぱなし式での使用は、ほぼ見せていない。
飛びつき腕ひしぎ逆十字固め
相手の片膝を踏み台にして半身を返して刈り倒す独特の形で使用。
相手の肩に乗せられたまま、ロープに打ち据えられる切り返しを受けることも多かった。
各種関節技

## タイトル歴
- JWP認定タッグ王座
- LLPW認定6人タッグ王座
- AAAWタッグ王座
- OZアカデミー認定無差別級王座
- OZアカデミー認定タッグ王座
- JWP 全世代 トーナメント (1998)

## 入場テーマ曲
- 「SPEED DEMON」（マイケル・ジャクソン）

## 戦績

### 総合格闘技
| 総合格闘技 戦績 | 総合格闘技 戦績 | 総合格闘技 戦績 | 総合格闘技 戦績 | 総合格闘技 戦績 | 総合格闘技 戦績 | 総合格闘技 戦績 |
| --------------- | --------------- | --------------- | --------------- | --------------- | --------------- | --------------- |
| 1 試合          | (T)KO           | 一本            | 判定            | その他          | 引き分け        | 無効試合        |
| 1 勝            | 0               | 0               | 1               | 0               | 0               | 0               |
| 0 敗            | 0               | 0               | 0               | 0               | 0               | 0               |

| 勝敗 | 対戦相手 | 試合結果                        | 大会名                  | 開催年月日    |
| ○    | 高橋洋子 | 1R 17:25 反則（顔面へのキック） | CMAオクタゴンチャレンジ | 1997年12月8日 |